# Saulx (Alt Saona)
Saulx és un municipi francès situat al departament de l'Alt Saona i a la regió de Borgonya - Franc Comtat. L'any 2007 tenia 828 habitants.

## Demografia

### Població
El 2007 la població de fet de Saulx era de 828 persones. Hi havia 304 famílies, de les quals 74 eren unipersonals (19 homes vivint sols i 55 dones vivint soles), 90 parelles sense fills, 101 parelles amb fills i 39 famílies monoparentals amb fills.
La població ha evolucionat segons el següent gràfic:
Habitants censats

### Habitatges
El 2007 hi havia 341 habitatges, 301 eren l'habitatge principal de la família, 7 eren segones residències i 33 estaven desocupats. 268 eren cases i 73 eren apartaments. Dels 301 habitatges principals, 194 estaven ocupats pels seus propietaris, 97 estaven llogats i ocupats pels llogaters i 11 estaven cedits a títol gratuït; 1 tenia una cambra, 11 en tenien dues, 32 en tenien tres, 82 en tenien quatre i 175 en tenien cinc o més. 242 habitatges disposaven pel capbaix d'una plaça de pàrquing. A 143 habitatges hi havia un automòbil i a 131 n'hi havia dos o més.

### Piràmide de població
La piràmide de població per edats i sexe el 2009 era:
| Homes | Edats   | Dones |
| ----- | ------- | ----- |
| 0     | 95 o +  | 0     |
| 12    | 90 a 94 | 16    |
| 4     | 85 a 89 | 32    |
| 0     | 80 a 84 | 4     |
| 16    | 75 a 79 | 12    |
| 4     | 70 a 74 | 16    |
| 16    | 65 a 69 | 16    |
| 16    | 60 a 64 | 28    |
| 8     | 55 a 59 | 16    |
| 12    | 50 a 54 | 8     |
| 32    | 45 a 49 | 24    |
| 20    | 40 a 44 | 16    |
| 28    | 35 a 39 | 36    |
| 32    | 30 a 34 | 16    |
| 16    | 25 a 29 | 28    |
| 4     | 20 a 24 | 20    |
| 16    | 15 a 19 | 12    |
| 28    | 10 a 14 | 36    |
| 16    | 5 a 9   | 20    |
| 16    | 0 a 4   | 12    |

## Economia
El 2007 la població en edat de treballar era de 462 persones, 355 eren actives i 107 eren inactives. De les 355 persones actives 328 estaven ocupades (171 homes i 157 dones) i 28 estaven aturades (11 homes i 17 dones). De les 107 persones inactives 31 estaven jubilades, 25 estaven estudiant i 51 estaven classificades com a «altres inactius».

### Ingressos
El 2009 a Saulx hi havia 316 unitats fiscals que integraven 784,5 persones, la mediana anual d'ingressos fiscals per persona era de 16.490 €.

### Activitats econòmiques
Dels 43 establiments que hi havia el 2007, 1 era d'una empresa extractiva, 2 d'empreses alimentàries, 1 d'una empresa de fabricació d'altres productes industrials, 9 d'empreses de construcció, 9 d'empreses de comerç i reparació d'automòbils, 4 d'empreses de transport, 2 d'empreses d'hostatgeria i restauració, 2 d'empreses financeres, 1 d'una empresa immobiliària, 3 d'empreses de serveis, 6 d'entitats de l'administració pública i 3 d'empreses classificades com a «altres activitats de serveis».
Dels 13 establiments de servei als particulars que hi havia el 2009, 1 era una gendarmeria, 1 oficina de correu, 1 una oficina bancària, 1 taller de reparació d'automòbils i de material agrícola, 3 paletes, 2 lampisteries, 1 empresa de construcció, 1 perruqueria, 1 restaurant i 1 saló de bellesa.
Dels 4 establiments comercials que hi havia el 2009, 2 eren fleques, 1 una fleca i 1 una peixateria.
L'any 2000 a Saulx hi havia 5 explotacions agrícoles.

## Equipaments sanitaris i escolars
L'únic equipament sanitari que hi havia el 2009 era una farmàcia.
El 2009 hi havia una escola elemental.

## Poblacions properes
El següent diagrama mostra les poblacions més properes.